# Pinta tu aldea
Pinta tu aldea es el segundo disco de la banda argentina Alas formada por Gustavo Moretto en teclados, Carlos Riganti en batería y Pedro Aznar en bajo y guitarra,y en reemplazo del exmiembro Alex Zucker. Grabado en 1977, el álbum recién salió a la venta en 1983, cuando la banda llevaba ya cinco años separada. El álbum se caracterizó por su orientación hacia géneros como el jazz y el tango mezclado con el rock progresivo.

## Contenido
El trabajo musical del álbum se destacó por su estrecha relación con géneros como el tango (con Astor Piazzolla como influencia principal) y que se aprecia en canciones como «Buenos Aires sólo es piedra». Esto se debió principalmente al compromiso de Gustavo Moretto con la música tradicional de Buenos Aires: ya anteriormente en 1976 participó como músico invitado en un show tanguero ofrecido por Atilio Stampone en el teatro del Carmen, donde estuvo a cargo de los sintetizadores y donde también tuvo la oportunidad de tocar con Alas y una orquesta que interpretó «Pinta tu aldea». 
Fue esta misma canción, tomada de una cita atribuida a León Tolstói «pinta tu aldea y serás universal», la que terminó por darle nombre también al álbum, que no fue lanzado oficialmente hasta 1983, a pesar de haber sido producido y grabado en 1977.
El álbum también fusionaba estilos musicales como el jazz, influencia aportada por Moretto por su participación en efímeras bandas de jazz cuando era joven; como también folclore tradicional argentino y el candombe.

## Lanzamiento
Fue el último álbum editado por la efímera banda. Al ser publicado recién en 1983 el álbum no alcanzó las expectativas en ventas, en parte por su sonido de rock fusión con el tango (que tuvo su auge en la década de los 70) y por haber sido lanzado 5 años después de la disolución oficial de Alas, cuando el panorama musical argentino había cambiado considerablemente. En el año 2000, la discográfica EMI lanzó un álbum que compilaba los dos discos de la banda, Alas y Pinta tu aldea en un solo CD, titulado Archivo Emi.

## Lista de canciones
Todos los temas pertenecen a Gustavo Moretto
1. "A quiénes sino" - 9:54
2. "Pinta tu aldea" - 10:12
3. "La caza del mosquito" - 7:04
4. "Silencio de aguas profundas - 13:31

### Pistas adicionales
1. "Live session"
2. "Buenos Aires sólo es piedra"

## Créditos y personal

### Músicos
- Pedro Aznar: Bajo, guitarra acústica, sintetizador y flauta (en tema 4)
- Carlos Riganti: Batería y percusión
- Gustavo Moretto: Teclados, sintetizadores, flauta, trompeta, percusión y voz

### Músicos invitados
- Cecilia Tanconi: Flauta (en tema 3)
- Daniel Binelli: Bandoneón (en tema 2)
- Néstor Marconi: Bandoneón (en tema 4)[4]